# Gäddtjärnen (Anundsjö socken, Ångermanland, 706135-159887)
Gäddtjärnen är en sjö i Örnsköldsviks kommun i Ångermanland och ingår i Moälvens huvudavrinningsområde. Sjön har en area på 0,0528 kvadratkilometer och ligger 332,1 meter över havet. Sjön avvattnas av vattendraget Grönmyrbäcken.

## Delavrinningsområde
Gäddtjärnen ingår i det delavrinningsområde (706135-159877) som SMHI kallar för Ovan Skyltbäcken. Medelhöjden är 349 meter över havet och ytan är 6,58 kvadratkilometer. Det finns inga avrinningsområden uppströms utan avrinningsområdet är högsta punkten. Grönmyrbäcken som avvattnar avrinningsområdet har biflödesordning 2, vilket innebär att vattnet flödar genom totalt 2 vattendrag innan det når havet efter 81 kilometer. Avrinningsområdet består mestadels av skog (82 procent) och sankmarker (14 procent). Avrinningsområdet har 0,05 kvadratkilometer vattenytor vilket ger det en sjöprocent på 0,8 procent.